# 동슬라브어군
동슬라브어군은 슬라브어파를 이루는 세 어파 중 하나이다. 주로 동유럽 지역에 널리 분포하며, 특히 가장 사용자가 많은 러시아어는 중앙아시아와 캅카스 지역에서도 링구아 프랑카로서 기능한다.
동슬라브 언어는 모두 9세기~13세기에 키예프 루스에서 사용되던 고대 동슬라브어를 공통 조상으로 가진다. 오늘날 동슬라브어군 언어는 모두 키릴 문자로 표기되는 것이 일반적이다.

## 분류
- 고대 노브고로드어 †사어
- 고대 동슬라브어 †사어
  - 러시아어
  - 루테니아어 †사어
    - 벨라루스어
    - 우크라이나어
    - 루신어